# Montignac-Charente
Montignac-Charente is een voormalige gemeente in het Franse departement Charente in de regio Nouvelle-Aquitaine en telt 750 inwoners (2005). De plaats maakt deel uit van het arrondissement Angoulême.

## Geschiedenis
Montignac-Charente is op 1 januari 2025 gefuseerd met de gemeente Vars tot de gemeente La Boixe.

## Geografie
De oppervlakte van Montignac-Charente bedraagt 8,6 km², de bevolkingsdichtheid is 87,2 inwoners per km².
De onderstaande kaart toont de ligging van Moutonneau met de belangrijkste infrastructuur en aangrenzende gemeenten.

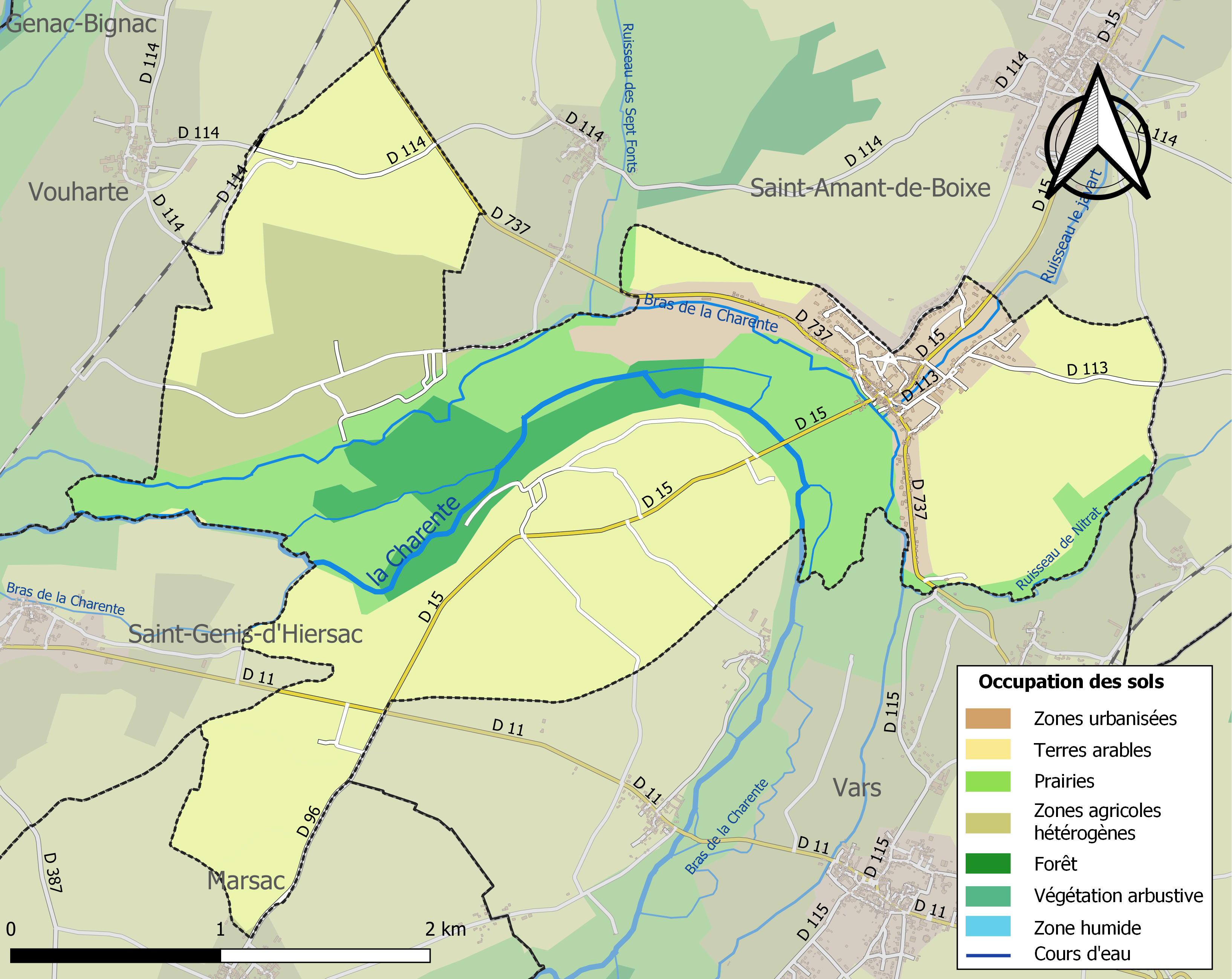

## Demografie
Onderstaande figuur toont het verloop van het inwonertal.